# Deflator PIB

## Definiție
În economie deflatorul PIB este o măsură a schimbării prețurilor tuturor produselor noi, produse într-o anumită țară, produse finite și servicii. PIB înseamnă produsul intern brut, valoarea totală a bunurilor și serviciilor produse într-o economie într-o anumită perioadă.
Deflatorul PIB se bazează pe un "coș al pieței" fix, reprezentând bunuri și servicii. Mărimea coșului se modifică în funcție de consumul oamenilor și de modelele de investiții. Astfel, noile modele de cheltuieli pot apărea în deflator ca un răspuns al oamenilor la prețurile în schimbare.

## Mod de calcul
În cele mai multe sisteme de calcul naționale, deflatorul PIB măsoară raportul dintre PIB-ul nominal și PIB-ul real.
Formula folosită pentru calculul acestui deflator este:
{\displaystyle \operatorname {deflatorul\ PIB} ={\frac {\operatorname {PIB\ nominal} }{\operatorname {PIB\ real} }}*100}